# Lista över USA:s presidenter

Den här artikeln är en lista över personer som varit USA:s president. Presidenterna är numrerade med sitt ämbetsnummer och till exempel Joe Biden listas och presenteras som den 46:e presidenten. Han var då endast den 45:e personen, samtliga män, att bli president. Numreringen görs för sammanhängande ämbetsperioder och Grover Cleveland samt Donald Trump är de enda presidenter som suttit två perioder som inte varit sammanhängande. De har därför två ordningstal och räknas som USA:s 22:a och 24:e president samt 45:e och 47:e president.

## Lista över presidenter
Partier
      Partilös 
      Federalist 
      Demokratisk-republikanska partiet 
      Demokrat 
      Whig 
      Republikan 
| Nr |  | President                          | Tillträdde        | Avgick              | Varaktighet        | Parti | Parti                                                                              | Presidentval        | Vicepresident | Ref                     |
| -- |  | ---------------------------------- | ----------------- | ------------------- | ------------------ | ----- | ---------------------------------------------------------------------------------- | ------------------- | --- | ----------------------- |
| 1  |  | George Washington (1732–1799)      | 30 april 1789     | 4 mars 1797         | 7 år och 308 dagar |       | Partilös                                                                           | 1789 1792           | John Adams (F) | [ 2 ] [ 3 ] [ 4 ]       |
| 2  |  | John Adams (1735–1826)             | 4 mars 1797       | 4 mars 1801         | 4 år och 0 dagar   |       | Federalisterna                                                                     | 1796                | Thomas Jefferson (D–R) | [ 5 ] [ 6 ] [ 7 ]       |
| 3  |  | Thomas Jefferson (1743–1826)       | 4 mars 1801       | 4 mars 1809         | 8 år och 0 dagar   |       | Demokrat-republikan                                                                | 1800 1804           | Aaron Burr (D–R) (4 mars 1801 – 4 mars 1805) George Clinton (D–R) (4 mars 1805 – 20 april 1812)                                                                                       | [ 8 ] [ 9 ] [ 10 ]      |
| 4  |  | James Madison (1751–1836)          | 4 mars 1809       | 4 mars 1817         | 8 år och 0 dagar   |       | Demokrat-republikan                                                                | 1808 1812           | George Clinton (D–R) (4 mars 1805 – 20 april 1812) Vakant (20 april 1812 – 4 mars 1813) Elbridge Gerry (D–R) (4 mars 1813 – 23 november 1814) Vakant (23 november 1814 – 4 mars 1817) | [ 11 ] [ 12 ] [ 13 ]    |
| 5  |  | James Monroe (1758–1831)           | 4 mars 1817       | 4 mars 1825         | 8 år och 0 dagar   |       | Demokrat-republikan                                                                | 1816 1820           | Daniel D. Tompkins (D–R) | [ 14 ] [ 15 ] [ 16 ]    |
| 6  |  | John Quincy Adams (1767–1848)      | 4 mars 1825       | 4 mars 1829         | 4 år och 0 dagar   |       | Demokrat-republikan                                                                | 1824                | John C. Calhoun (D–R) (4 mars 1825 – 28 december 1832) | [ 17 ] [ 18 ] [ 19 ]    |
| 7  |  | Andrew Jackson (1767–1845)         | 4 mars 1829       | 4 mars 1837         | 8 år och 0 dagar   |       | Demokraterna                                                                       | 1828 1832           | John C. Calhoun (D) (4 mars 1825 – 28 december 1832) Vakant (28 december 1832 – 4 mars 1833) Martin Van Buren (D) (4 mars 1833 – 4 mars 1837)                                         | [ 20 ] [ 21 ] [ 22 ]    |
| 8  |  | Martin Van Buren (1782–1862)       | 4 mars 1837       | 4 mars 1841         | 4 år och 0 dagar   |       | Demokraterna                                                                       | 1836                | Richard Mentor Johnson (D) | [ 23 ] [ 24 ] [ 25 ]    |
| 9  |  | William Henry Harrison (1773–1841) | 4 mars 1841       | 4 april 1841 †      | 0 år och 31 dagar  |       | Whig                                                                               | 1840                | John Tyler (W) | [ 26 ] [ 27 ] [ 28 ]    |
| 10 |  | John Tyler (1790–1862)             | 4 april 1841      | 4 mars 1845         | 3 år och 334 dagar |       | Whig (4 april 1841 – 13 september 1841) Partilös (13 september 1841 – 4 mars 1845) | 1840                | Vakant | [ 29 ] [ 30 ] [ 31 ]    |
| 11 |  | James K. Polk (1795–1849)          | 4 mars 1845       | 4 mars 1849         | 4 år och 0 dagar   |       | Demokraterna                                                                       | 1844                | George M. Dallas (D) | [ 32 ] [ 33 ] [ 34 ]    |
| 12 |  | Zachary Taylor (1784–1850)         | 4 mars 1849       | 9 juli 1850 †       | 1 år och 127 dagar |       | Whig                                                                               | 1848                | Millard Fillmore (W) | [ 35 ] [ 36 ] [ 37 ]    |
| 13 |  | Millard Fillmore (1800–1874)       | 9 juli 1850       | 4 mars 1853         | 2 år och 238 dagar |       | Whig                                                                               | 1848                | Vakant | [ 38 ] [ 39 ] [ 40 ]    |
| 14 |  | Franklin Pierce (1804–1869)        | 4 mars 1853       | 4 mars 1857         | 4 år och 0 dagar   |       | Demokraterna                                                                       | 1852                | William R. King (D) (4 mars 1853 – 18 april 1853) Vakant (18 april 1853 – 4 mars 1857)                                                                                                | [ 41 ] [ 42 ] [ 43 ]    |
| 15 |  | James Buchanan (1791–1868)         | 4 mars 1857       | 4 mars 1861         | 4 år och 0 dagar   |       | Demokraterna                                                                       | 1856                | John Cabell Breckinridge (D) | [ 44 ] [ 45 ] [ 46 ]    |
| 16 |  | Abraham Lincoln (1809–1865)        | 4 mars 1861       | 15 april 1865 †     | 4 år och 42 dagar  |       | Republikanerna                                                                     | 1860 1864           | Hannibal Hamlin (R) (4 mars 1861 – 4 mars 1865) Andrew Johnson (D) (4 mars 1865 – 15 april 1865)                                                                                      | [ 47 ] [ 48 ] [ 49 ]    |
| 17 |  | Andrew Johnson (1808–1875)         | 15 april 1865     | 4 mars 1869         | 3 år och 323 dagar |       | Demokraterna                                                                       | 1864                | Vakant | [ 50 ] [ 51 ] [ 52 ]    |
| 18 |  | Ulysses S. Grant (1822–1885)       | 4 mars 1869       | 4 mars 1877         | 8 år och 0 dagar   |       | Republikanerna                                                                     | 1868 1872           | Schuyler Colfax (R) (4 mars 1869 – 4 mars 1873) Henry Wilson (R) (4 mars 1873 – 22 november 1875) Vakant (22 november 1875 – 4 mars 1877)                                             | [ 53 ] [ 54 ] [ 55 ]    |
| 19 |  | Rutherford B. Hayes (1822–1893)    | 4 mars 1877       | 4 mars 1881         | 4 år och 0 dagar   |       | Republikanerna                                                                     | 1876                | William A. Wheeler (R) | [ 56 ] [ 57 ] [ 58 ]    |
| 20 |  | James Abram Garfield (1831–1881)   | 4 mars 1881       | 19 september 1881 † | 0 år och 199 dagar |       | Republikanerna                                                                     | 1880                | Chester A. Arthur (R) | [ 59 ] [ 60 ] [ 61 ]    |
| 21 |  | Chester Alan Arthur (1829–1886)    | 19 september 1881 | 4 mars 1885         | 3 år och 166 dagar |       | Republikanerna                                                                     | 1880                | Vakant | [ 62 ] [ 63 ] [ 64 ]    |
| 22 |  | Grover Cleveland (1837–1908)       | 4 mars 1885       | 4 mars 1889         | 4 år och 0 dagar   |       | Demokraterna                                                                       | 1884                | Thomas A. Hendricks (D) (4 mars 1885 – 25 november 1885) Vakant (25 november 1885 – 4 mars 1889)                                                                                      | [ 65 ] [ 66 ]           |
| 23 |  | Benjamin Harrison (1833–1901)      | 4 mars 1889       | 4 mars 1893         | 4 år och 0 dagar   |       | Republikanerna                                                                     | 1888                | Levi P. Morton (R) | [ 67 ] [ 68 ] [ 69 ]    |
| 24 |  | Grover Cleveland (1837–1908)       | 4 mars 1893       | 4 mars 1897         | 4 år och 0 dagar   |       | Demokraterna                                                                       | 1892                | Adlai Stevenson I (D) | [ 65 ] [ 66 ]           |
| 25 |  | William McKinley (1843–1901)       | 4 mars 1897       | 14 september 1901 † | 4 år och 194 dagar |       | Republikanerna                                                                     | 1896 1900           | Garret Hobart (R) (4 mars 1897 – 21 november 1899) Vakant (21 november 1899 – 4 mars 1901) Theodore Roosevelt (R) (4 mars 1901 – 14 september 1901)                                   | [ 70 ] [ 71 ] [ 72 ]    |
| 26 |  | Theodore Roosevelt (1858–1919)     | 14 september 1901 | 4 mars 1909         | 7 år och 171 dagar |       | Republikanerna                                                                     | 1900 1904           | Vakant (14 september 1901 – 4 mars 1905) Charles W. Fairbanks (R) (4 mars 1905 – 4 mars 1909)                                                                                         | [ 73 ] [ 74 ] [ 75 ]    |
| 27 |  | William Howard Taft (1857–1930)    | 4 mars 1909       | 4 mars 1913         | 4 år och 0 dagar   |       | Republikanerna                                                                     | 1908                | James S. Sherman (R) (4 mars 1909 – 30 oktober 1912) Vakant (30 oktober 1912 – 4 mars 1913)                                                                                           | [ 76 ] [ 77 ] [ 78 ]    |
| 28 |  | Woodrow Wilson (1856–1924)         | 4 mars 1913       | 4 mars 1921         | 8 år och 0 dagar   |       | Demokraterna                                                                       | 1912 1916           | Thomas R. Marshall (D) | [ 79 ] [ 80 ] [ 81 ]    |
| 29 |  | Warren G. Harding (1865–1923)      | 4 mars 1921       | 2 augusti 1923 †    | 2 år och 151 dagar |       | Republikanerna                                                                     | 1920                | Calvin Coolidge (R) | [ 82 ] [ 83 ] [ 84 ]    |
| 30 |  | Calvin Coolidge (1872–1933)        | 2 augusti 1923    | 4 mars 1929         | 5 år och 214 dagar |       | Republikanerna                                                                     | 1920 1924           | Vakant (2 augusti 1923 – 4 mars 1925) Charles G. Dawes (R) (4 mars 1925 – 4 mars 1929)                                                                                                | [ 85 ] [ 86 ] [ 87 ]    |
| 31 |  | Herbert Hoover (1874–1964)         | 4 mars 1929       | 4 mars 1933         | 4 år och 0 dagar   |       | Republikanerna                                                                     | 1928                | Charles Curtis (R) | [ 88 ] [ 89 ] [ 90 ]    |
| 32 |  | Franklin D. Roosevelt (1882–1945)  | 4 mars 1933       | 12 april 1945 †     | 12 år och 39 dagar |       | Demokraterna                                                                       | 1932 1936 1940 1944 | John Nance Garner (D) (4 mars 1933 – 20 januari 1941) Henry A. Wallace (D) (20 januari 1941 – 20 januari 1945) Harry S. Truman (D) (20 januari 1945 – 12 april 1945)                  | [ 91 ] [ 92 ] [ 93 ]    |
| 33 |  | Harry S. Truman (1884–1972)        | 12 april 1945     | 20 januari 1953     | 7 år och 283 dagar |       | Demokraterna                                                                       | 1944 1948           | Vakant (12 mars 1945 – 20 januari 1949) Alben W. Barkley (D) (20 januari 1949 – 20 januari 1953)                                                                                      | [ 94 ] [ 95 ] [ 96 ]    |
| 34 |  | Dwight D. Eisenhower (1890–1969)   | 20 januari 1953   | 20 januari 1961     | 8 år och 0 dagar   |       | Republikanerna                                                                     | 1952 1956           | Richard Nixon (R) | [ 97 ] [ 98 ] [ 99 ]    |
| 35 |  | John F. Kennedy (1917–1963)        | 20 januari 1961   | 22 november 1963 †  | 2 år och 306 dagar |       | Demokraterna                                                                       | 1960                | Lyndon B. Johnson (D) | [ 100 ] [ 101 ] [ 102 ] |
| 36 |  | Lyndon B. Johnson (1908–1973)      | 22 november 1963  | 20 januari 1969     | 5 år och 59 dagar  |       | Demokraterna                                                                       | 1960 1964           | Vakant (22 november 1963 – 20 januari 1965) Hubert Humphrey (D) (20 januari 1965 – 20 januari 1969)                                                                                   | [ 103 ] [ 104 ]         |
| 37 |  | Richard Nixon (1913–1994)          | 20 januari 1969   | 9 augusti 1974      | 5 år och 201 dagar |       | Republikanerna                                                                     | 1968 1972           | Spiro Agnew (R) (20 januari 1969 – 10 oktober 1973) Vakant (10 oktober 1973 – 6 december 1973) Gerald Ford (R) (6 december 1973 – 9 augusti 1974)                                     | [ 105 ] [ 106 ] [ 107 ] |
| 38 |  | Gerald Ford (1913–2006)            | 9 augusti 1974    | 20 januari 1977     | 2 år och 164 dagar |       | Republikanerna                                                                     | ovald               | Vakant (9 augusti 1974 – 19 december 1974) Nelson Rockefeller (R) (19 december 1974 – 20 januari 1977)                                                                                | [ 108 ] [ 109 ] [ 110 ] |
| 39 |  | Jimmy Carter (1924–2024)           | 20 januari 1977   | 20 januari 1981     | 4 år och 0 dagar   |       | Demokraterna                                                                       | 1976                | Walter Mondale (D) | [ 111 ] [ 112 ] [ 113 ] |
| 40 |  | Ronald Reagan (1911–2004)          | 20 januari 1981   | 20 januari 1989     | 8 år och 0 dagar   |       | Republikanerna                                                                     | 1980 1984           | George H.W. Bush (R) | [ 114 ] [ 115 ] [ 116 ] |
| 41 |  | George H.W. Bush (1924–2018)       | 20 januari 1989   | 20 januari 1993     | 4 år och 0 dagar   |       | Republikanerna                                                                     | 1988                | Dan Quayle (R) | [ 117 ] [ 118 ] [ 119 ] |
| 42 |  | Bill Clinton (född 1946)           | 20 januari 1993   | 20 januari 2001     | 8 år och 0 dagar   |       | Demokraterna                                                                       | 1992 1996           | Al Gore (D) | [ 120 ] [ 121 ] [ 122 ] |
| 43 |  | George W. Bush (född 1946)         | 20 januari 2001   | 20 januari 2009     | 8 år och 0 dagar   |       | Republikanerna                                                                     | 2000 2004           | Dick Cheney (R) | [ 123 ] [ 124 ] [ 125 ] |
| 44 |  | Barack Obama (född 1961)           | 20 januari 2009   | 20 januari 2017     | 8 år och 0 dagar   |       | Demokraterna                                                                       | 2008 2012           | Joe Biden (D) | [ 126 ] [ 127 ] [ 128 ] |
| 45 |  | Donald Trump (född 1946)           | 20 januari 2017   | 20 januari 2021     | 4 år och 0 dagar   |       | Republikanerna                                                                     | 2016                | Mike Pence (R) |                         |
| 46 |  | Joe Biden (född 1942)              | 20 januari 2021   | 20 januari 2025     | 4 år och 0 dagar   |       | Demokraterna                                                                       | 2020                | Kamala Harris (D) |                         |
| 47 |  | Donald Trump (född 1946)           | 20 januari 2025   | nuvarande president | 0 år och 196 dagar |       | Republikanerna                                                                     | 2024                | J.D. Vance (R) |                         |

## Nu levande presidenter
Sedan 29 december 2024, då Jimmy Carter avled, finns det fem presidenter som fortfarande lever:
| President      | Ämbetsperiod     | Aktuell ålder       |
| -------------- | ---------------- | ------------------- |
| Bill Clinton   | 1993–2001        | 78 år och 350 dagar |
| George W. Bush | 2001–2009        | 79 år och 29 dagar  |
| Barack Obama   | 2009–2017        | 64 år och 0 dagar   |
| Donald Trump   | 2017–2021, 2025– | 79 år och 51 dagar  |
| Joe Biden      | 2021–2025        | 82 år och 257 dagar |

Den senaste presidenten som har avlidit är Jimmy Carter (1977–81) som avled den 29 december 2024, 100 år gammal.